# イワサク・ネサク

神産み神話（イザナギ・イザナミが生んだ神々） SVGで表示（対応ブラウザのみ）

イワサク（イハサク）・ネサクは、日本神話に登場する神である。

## 概要
『古事記』では石析神・根析神、『日本書紀』では磐裂神・根裂神と表記される。
『古事記』の神産みの段でイザナギが十拳剣で、妻のイザナミの死因となった火神カグツチの首を斬ったとき、剣の先についた血が岩について化生した神で、その次に石筒之男神（磐筒男神）が化生している。
『日本書紀』同段の第六の一書も同様である。第七の一書では磐裂神・根裂神の子として磐筒男神・磐筒女神が生まれたとし、この両神の子が経津主神であるとしている。
『釈日本紀』などに引用されている『天書』逸文では、磐裂神は歳星（木星）の精、根裂神は熒惑（火星）の精とされる。磐裂神と根裂神は栃木県に160社以上ある星宮神社の大部分で祀られている。

## 諸説
『古事記伝』では、「石根析」というべき所を2つに分けて名附けた神名とし、「サク」は祝詞の「磐根木根踏みさくみて」の「さく」で、岩に凹凸があることを指したものとしている。

## 祀る神社
- 磐根神社 (栃木市)（栃木県栃木市）
- 富田星宮神社（栃木県栃木市）
- 平柳星宮神社（栃木県栃木市）
- 磐裂根裂神社（栃木県壬生町）